# Прилепы (Рыжковское сельское поселение)
Прилепы — деревня в Сосковском районе Орловской области России.
Входит в состав муниципального образования Рыжковского сельского поселения.

## География
Расположена на правом берегу реки Крома южнее деревни Еньшино, находящейся на противоположной стороне реки. На северо-западе Прилепы граничит с административным центром поселения — селом Рыжково.

## История
В XIX веке Прилепы были владельческой деревней. В 1866 году здесь было 11 дворов и проживали 116 человек (54 мужского пола и 62 женского). По состоянию на 1927 годона принадлежала к Ефимовскому сельскому совету Лубянской волости Дмитровского уезда; население составляло 233 человека (114 мужчин и 119 женщин) при 42 хозяйствах.

## Население
| 2010 |
| ---- |
| 74   |